# Сидни Суини
Сидни Суини (на английски: Sydney Sweeney) е американска актриса, известна най-вече с ролите си в телевзионни сериали. Участва в сериалите на HBO – „Еуфория“ от 2019 година и в първия сезон на „Белият лотос“ през 2021 година. За тези си роли получава две номинации за наградите „Еми“.
Сред другите сериали, в които участва, са Everything Sucks! (2018), „Разказът на прислужницата“ (2018) и Sharp Objects (2018).
През 2019 година участва във филма на Куентин Тарантино – „Имало едно време в Холивуд“.
Родена е през 1997 година в Спокан, САЩ, като майка ѝ е адвокат, а баща ѝ работи в медицинската индустрия.

## Избрана филмография
- „Разказът на прислужницата“ (2018) – Едън Спенсър, сериал
- „Имало едно време в Холивуд“ (2019) – Даян Лейк
- „Еуфория“ (2019) – Каси Хауард, сериал
- „Белият лотос“ (2021) – Оливия Мосбахер, сериал
- „Обичам да те мразя“ (2023) – Беа
- „Риалити“ (2023) – Риалити Уинър
- „Madame Web“ (2024) – Джулия Карпентър